# Cupuladria doma
Cupuladria doma är en mossdjursart som först beskrevs av d'Orbigny 1853.  Cupuladria doma ingår i släktet Cupuladria och familjen Cupuladriidae. Inga underarter finns listade i Catalogue of Life.